# Scherenau
Scherenau ist ein Weiler in der oberbayerischen Gemeinde Unterammergau im Landkreis Garmisch-Partenkirchen und einer der drei amtlich benannten Gemeindeteile dieser Gemeinde.

## Lage
Der Ortsteil liegt nördlich des Hauptortes Unterammergau auf der linken Seite der Ammer zwischen Unterammergau und dem Saulgruber Ortsteil Altenau. Östlich von Scherenau liegt rechts der Ammer der Unterammergauer Ortsteil Kappel. Im Westen von Scherenau erheben sich die bewaldeten Höhen des Unterammergauer Forsts zwischen Ammer und Halbammer, von denen herab die Scherenauer Laine im Nordwesten des Ortsteils zur Ammer fließt.